# Savannah Sutherland
Savannah Sutherland, född 7 augusti 2003, är en friidrottare från Kanada. Hon deltog vid olympiska sommarspelen 2024.